# عدنان الحسيني
عدنان غالب جواد الحسيني (وُلد في عام 1947 في القدس) هو مهندس وسياسي فلسطيني شغل عدة مناصب هامة في مدينة القدس. حيث كان محافظًا لمحافظة القدس في الفترة 2008–2018، وأيضًا وزيرًا لشؤون القدس في الفترة 2012–2019. سبق له العمل مديرًا لأوقاف القدس ومستشارًا للرئيس الفلسطيني لشؤون القدس.

## التحصيل العلمي
- 1965 شهادة الثانوية العامة (التوجيهي) من الكلية الإبراهيمية في مدينة القدس.
- 1970 حصل على درجة البكالوريوس في الهندسة المعمارية من جامعة عين شمس في القاهرة.
- 1977 شارك في دورة تدريبية في مجال الحفاظ على المباني القديمة والأثرية وكيفية ترميمها من معهد ICROM في روما بإيطاليا.

## الحياة العملية
- (شباط 1971-تشرين أول 1984) - المهندس المشرف على مشاريع الأوقاف الإسلامية في القدس والضفة الغربية بما في ذلك الإشراف على عملية ترميم المسجد الأقصى بعد حادثة الاعتداء والحريق الذي تعرض له المسجد في 21 آب، 1969.
- (تشرين أول 1984-نيسان 1989) - مدير عام الإنشاءات والصيانة للأملاك التابعة لدائرة الأوقاف الإسلامية العامة في القدس.
- (نيسان 1989- شباط 2007) - مدير عام دائرة الأوقاف الإسلامية في القدس.
- (أيلول 2007- أيلول 2008) - مستشار سيادة الرئيس محمود عباس لشؤون القدس.[2]
- (أيلول 2008 – 2018) - محافظ القدس الشريف.
- وزير وزارة شؤون القدس في حكومة سلام فياض الثالثة.[3]
- وزير وزارة شؤون القدس في حكومة رامي الحمد الله الأولى.[4]
- وزير وزارة شؤون القدس في حكومة رامي الحمد الله الثانية.[5]
- وزير وزارة شؤون القدس في حكومة رامي الحمد الله الثالثة.[6]
- يرأس دائرة شؤون القدس في منظمة التحرير الفلسطينية.
- في 28 أكتوبر 2019، شكّل الرئيس محمود عباس اللجنة العليا للقدس، وعينه عضوًا فيها بصفته عضوًا في اللجنة التنفيذية لمنظمة التحرير الفلسطينية.[7]